# Wilhelm Abramczyk
Wilhelm Abramczyk (* 6. Oktober 1916; † 26. Januar 1996) war ein deutscher Fußballspieler. Der Abwehrspieler spielte beim Hamburger SV in der Fußball-Oberliga Nord und hat in den ersten zwei Runden von 1947 bis 1949 insgesamt 17 Ligaspiele in der damaligen Erstklassigkeit des DFB-Fußballs absolviert und gewann mit den „Rautenträgern“ jeweils die Nordmeisterschaft.

## Laufbahn
Mit Wilhelmsburg 09 trat Abramczyk 1945/46 in der Stadtliga an und schloss sich zur Saison 1946/47 dem Hamburger SV an. Unter Trainer Hans Tauchert belegte der HSV mit drei Punkten Rückstand hinter dem FC St. Pauli den 2. Rang. Der Neuzugang aus Wilhelmsburg hatte wie Esegel Melkonian und Hans Sikorski acht Rundenspiele bestritten. Am fünften Spieltag, den 20. Oktober 1946, debütierte er bei seinem neuen Verein und gehörte auf Rechtsaußen mit einem Torerfolg der mit 11:0 siegreichen HSV-Elf gegen Union Altona an. Mit Alfred Boller bildete er dabei den rechten Flügel des deutlich überlegenen Siegers. In den Spielen um die Meisterschaft der Britischen Zone kam er nicht zum Einsatz.
Im ersten Jahr der neu installierten Oberliga Nord, 1947/48, beendeten der HSV und St. Pauli mit jeweils 37:7 Punkten die Ligarunde. Abramczyk war dabei in acht Rundenspielen für die „Rothosen“ aufgelaufen. Gemeinsam mit den zwei Außenläufern Heinz Werner und Erwin Seeler hatte er im damaligen WM-System am Rundenstarttag, den 13. September 1947, bei einem 3:1-Auswärtserfolg beim Bremer SV, die Läuferreihe gebildet. Beim 2:1 im Entscheidungsspiel am 2. Mai 1948 gegen St. Pauli war er nicht zum Einsatz gekommen. Dafür bildete er zusammen mit Herbert Holdt vor Torhüter Walter Warning das HSV-Verteidigerpaar im Halbfinale am 30. Mai 1948 gegen Eintracht Braunschweig (3:2) im Wettbewerb um die Britische Zonenmeisterschaft.
Beim zweiten Meisterschaftsgewinn 1948/49, wiederum nach einem Entscheidungsspiel gegen St. Pauli, absolvierte Abramczyk neun Ligaspiele. Am 22. Spieltag, den 24. April 1949, bildete er zusammen mit Holdt das Verteidigerpaar beim abschließenden 4:1-Heimerfolg gegen Göttingen 05. Dies blieb sein letzter Einsatz in der Oberliga Nord, denn in der Runde 1949/50 blieb er ohne Einsatz und wechselte deshalb zur Saison 1950/51 zum Harburger Turnerbund in die Amateurliga Hamburg.
Wilhelm Abramczyk verstarb im Alter von 79 Jahren und wurde auf dem Friedhof Finkenriek beigesetzt.